# Adai Khan
A Đài Hãn (Adai Khan) (tiếng Mông Cổ: Адай хаан, 1390 - 1438) là một Khả hãn của triều đại Bắc Nguyên tại Mông Cổ. Sau khi trở thành minh chủ ở phía đông Mông Cổ, tướng Arughtai tỏ lòng trung thành với ông, nhờ đó mà thế lực của ông trong một thời gian ngắn đã tái thống nhất hầu hết những người Mông Cổ dưới lá cờ của mình.

## Tuổi trẻ
Nguồn gốc của dòng dõi gia đình Adai bắt nguồn từ Kadan và Chuyết Xích Cáp Tát Nhi do các cuộc hôn nhân gia đình trong gia tộc Bột Nhi Chỉ Cân. Các tài liệu lịch sử của Mông Cổ cũng cho biết Adai là con trai của Örüg Temür Khan. Gia đình Adai là một thành viên của các bộ tộc Mông Cổ phía đông, Khorchin, có nguồn gốc ở vùng sông Nộn ở phía đông dãy Đại Hưng An. Ngay cả trước khi tuyên bố là Khả hãn, Adai gần như đã thành công trong việc thống nhất lãnh thổ Mông Cổ phía tây bằng cách đánh bại người Oirat. Được cảnh báo về sự hồi sinh tiềm tàng của một đế quốc Mông Cổ từng cực thịnh dưới thời Thành Cát Tư Hãn, nhà Minh buộc phải can thiệp bằng cách hỗ trợ cho người Oirat và các đồng minh của họ trong các gia tộc Mông Cổ phía tây, đảo ngược tình thế thành công bằng cách phục hồi sức mạnh của họ và sau đó ra lệnh cho họ tiến hành phản công các bộ tộc Mông Cổ ở miền đông và miền trung. Arughtai đã đưa Adai lên ngai vàng, trở thành là Khả hãn của Đại Nguyên, sau khi bàn bạc với gia đình của Khasar.

## Trị vì
Trong thời gian cai trị của mình, Adai đã củng cố và mở rộng quyền lực của mình, cuối cùng thống nhất cả lãnh thổ miền trung và miền đông Mông Cổ vào năm 1425. Dựa trên thành công của việc thống nhất các vùng lãnh thổ Mông Cổ ở miền Trung và miền Đông, Adai tự xưng là Khả hãn với sự hỗ trợ của các bộ tộc Mông Cổ miền trung và miền đông năm 1425. Cùng năm đó, đối thủ của ông là Khả hãn phía tây Oyiradai bị giết. Adai và Arughtai đã đánh bại người Oirat và giết chết một số thủ lĩnh của họ. Sau khi bắt được các quý tộc Oirat, Adai kết hôn với vợ của Gulichi, Öljeitü, người từng là phối ngẫu của Elbeg Nigülesügchi Khan và làm nô lệ cho con trai của Bahamu (khả hãn Toghan taishi tương lai). Mặc dù chính quyền Adai Khan không hoàn toàn tiếp cận được với người Mông Cổ phía tây, những người không công nhận ông là người cai trị tối cao, nhưng các bộ tộc Mông Cổ ở phía tây lúc ấy không có khả hãn của riêng họ nên Adai Khan vẫn là người cai trị Mông Cổ duy nhất trong 8 năm tới. Con gái của Elbeg và góa phụ của Oirat taishi Bahamu, Samar, đã thuyết phục ông thả con trai mình tên là Toghan về miền tây Mông Cổ. Tuy nhiên, vào năm 1433, Toghan đã nổi dậy và người Mông Cổ phía tây cuối cùng đã trao ngôi hãn cho Toghtoa Bukha (hay Toγtoγa Buqa) với danh hiệu Taisun Khan, trở thành khả hãn mới tiếp theo của họ, điều đó khiến Mông Cổ trải qua nửa thập kỷ tồn tại đồng thời cả hai Khả hãn.

### Suy vong
Sau hai thất bại quân sự vào năm 1422 và 1423 trước người Oirat, Adai Khan đã mất toàn bộ lãnh thổ giành được trong quá khứ vào năm 1430, chiến thắng thứ ba liên tiếp của người Oirat đã vô hiệu hóa thế lực của ông, khiến quân đội của ông không còn khả năng tấn công chủ động trước người Oirat và buộc phải ở thế phòng thủ. Cả hai bên đã cố gắng tận dụng sự bế tắc để chuẩn bị cho giai đoạn tiếp theo nhưng Adai Khan không thể phục hồi từ thất bại trước đó. Người Oirat sớm thực hiện một đợt tấn công nữa và giành chiến thắng quyết định thứ tư vào năm 1434, những trụ cột chính của Adai Khan, Arughtai và những người khác đã bị giết. Sự sụp đổ của triều đại Adai Khan đã rất cận kề.

### Bị giết
Năm 1438, Adai Khan bị đánh bại ở Ejene khi lãnh thổ của ông đã bị chiếm hoàn toàn bởi người Oirat và đồng minh của họ. Adai tìm nơi ẩn náu trong Lăng mộ của Thành Cát Tư Hãn, tuy nhiên, do không mang theo vũ khí, ông đã bị gia tộc Togoon của Oirat phục kích sát hại.